# Hans-Arwed Weidenmüller
Hans-Arwed Weidenmüller (Dresden, 26 de julho de 1933) é um físico alemão.
Foi eleito membro da Academia Leopoldina em 1997.